# Manoel Viana
Manoel Viana är en kommun i Brasilien.   Den ligger i delstaten Rio Grande do Sul, i den södra delen av landet, 1 700 km sydväst om huvudstaden Brasília. Antalet invånare är 7 074. Arean är 1 391 kvadratkilometer.
Terrängen i Manoel Viana är platt.
Trakten runt Manoel Viana består i huvudsak av gräsmarker. Trakten runt Manoel Viana är nära nog obefolkad, med mindre än två invånare per kvadratkilometer.